# Akihito Ozawa
Akihito Ozawa (japanisch 小澤 章人 Ozawa Akihito; * 10. August 1992 in der Präfektur Saitama) ist ein japanischer Fußballspieler.

## Karriere
Ozawa erlernte das Fußballspielen in der Schulmannschaft der Seibudai High School und der Universitätsmannschaft der Kokushikan-Universität. Seinen ersten Vertrag unterschrieb er 2015 beim SP Kyōto FC. Der Verein aus Mukō spielte in der Japan Soccer League. 2016 wechselte er nach Niigata zum Erstligisten Albirex Niigata. Nach einem Jahr wechselte er im Januar 2017 zum Drittligisten Blaublitz Akita. Für den Verein aus Akita stand er 17-mal im Tor. Der AC Nagano Parceiro, ein Drittligist aus Nagano, verpflichtete ihn 2018 für drei Jahre.  Nach Vertragsende und 53 Drittligaspielen wechselte er 2021 in die zweite Liga. Hier schloss sich der Torwart Mito Hollyhock an. Nach zwei Jahren und einem Einsatz in der Liga wechselte er im Januar 2023 zu seinem ehemaligen Verein Blaublitz Akita. Hier kam er 2023 nicht zum Einsatz. Die Saison 2024 wurde er an den Drittligisten FC Imabari ausgeliehen. Am Ende der Saison 2024 wurde er mit Imabari Vizemeister der dritten Liga und stieg somit in die zweite Liga auf. Nach der Ausleihe kehrte er zu Blaublitz zurück. Hier wurde sein Vertrag jedoch nicht verlängert. Am 1. Februar 2025 verpflichtete ihn der Drittligist FC Ryūkyū.

## Erfolge
FC Imabari
- Japanischer Drittligavizemeister: 2024  ▲